# Весёловский сельский совет (Сакский район)
Весёловский сельский совет (укр. Веселівська сільська рада, крымскотат. Otar köy şurası) — согласно законодательству Украины — административно-территориальная единица в Сакском районе Автономной Республики Крым.
Население по переписи 2001 года — 2925 человек, площадь сельсовета 162 км².
К 2014 году состоял из 4 сёл:
- Веселовка
- Властное
- Наташино
- Порфирьевка

## История
5 сентября 1985 года был создан Весёловский сельский совет выделением сёл из соседних сельсоветов. С 12 февраля 1991 года сельсовет в восстановленной Крымской АССР, 26 февраля 1992 года переименованной в Автономную Республику Крым. С 21 марта 2014 года — аннексирован Россией. Законом «Об установлении границ муниципальных образований и статусе муниципальных образований в Республике Крым» от 4 июня 2014 года территория административной единицы была объявлена муниципальным образованием со статусом сельского поселения.